# Carenagem (motocicleta)

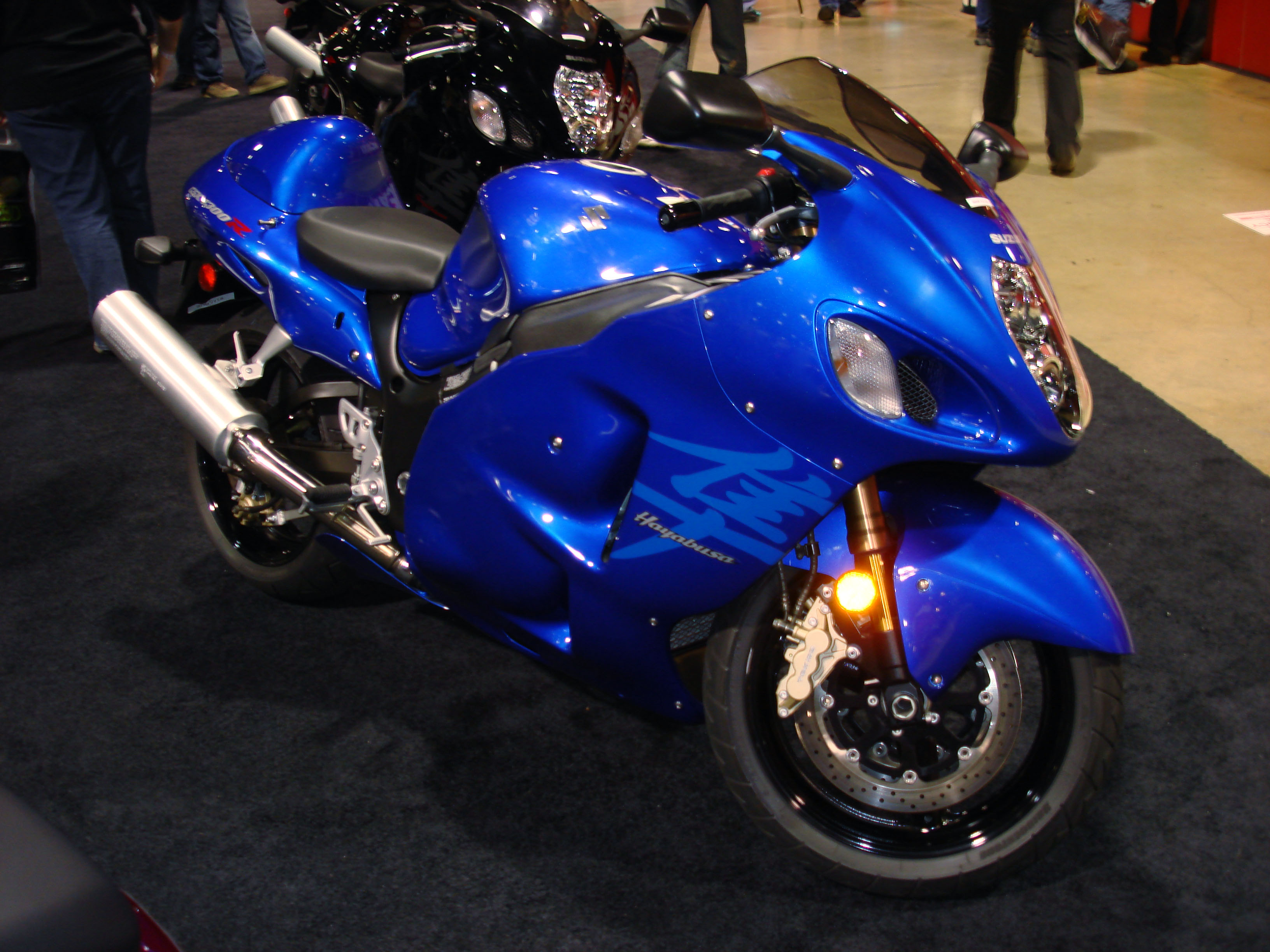
Suzuki Hayabusa completamente carenada.

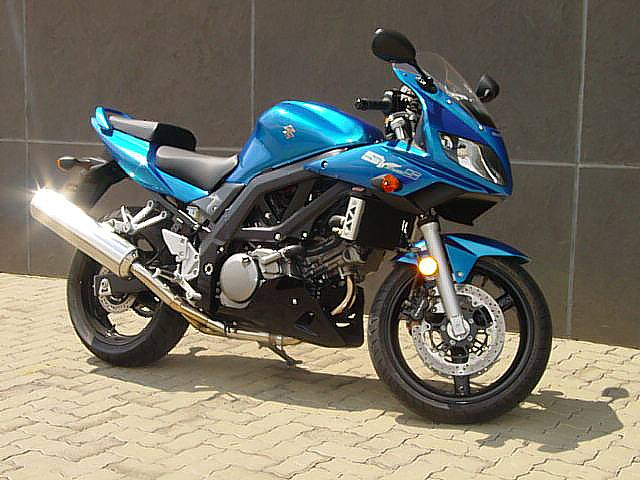
Suzuki SV650s com meia carenagem (a parte do motor não tem carenagem).

Carenagem no motociclismo é um conjunto de partes desenvolvidas para reduzir os efeitos do choque do ar com o veículo, fazendo com que ganhe em performance, e como parte estética do veículo, além de proteger as partes de entradas de água, sujeiras e insetos. São feitas normalmente de plástico, fibra de vidro ou até mesmo de fibra de carbono ou outros materiais mais leves.

## Descrição
Nas motocicletas esportivas, estradeiras ou até mesmo dual purpose de maior cilindrada, tem como principais funções cobrir o motor dando um fluxo certo para o ar dentro do motor (refrigeração) e fora da carenagem e dando um acabamento mais estético à moto, e também contribuir para diminuir a resistência do vento em altas velocidades, melhorando o conforto do piloto quando as mesmas possuem dimensões maiores ou melhor penetração aerodinâmica, ou quando menores, exigindo que o piloto fique deitado sobre o tanque para uma tocada mais rápida e também para se esconder da turbulência do ar.
Na parte superior temos a bolha, que funciona como um para-brisas para o piloto, além de auxiliar na aerodinâmica, especialmente nas esportivas.

Originalmente, as motocicletas não possuiam nenhuma espécie de proteção como as carenagens, com o tempo a primeira parte a ser protegida foram os motores das motos que disputavam corridas, em seguida, essas adaptações saíram das pista, e começaram a entrar em linha de produção, foram desenvolvidas carenagens para o tanque, partes traseiras e laterais, até chegar na bolha, que é ligada a carenagem.
Em algumas motos, o valor da carenagem chegam a 30% do valor da moto, devido o material de que são construídos. Existem entretanto, protetores que saem da carenagem como um pino, para proteção da carenagem, pois em caso de quedas, este será o primeiro prejudicado. Carenagens modernas, protejem cerca de 80% das partes de uma moto, e já possuem alguns acessórios acoplados, como faróis, velocímetros, entradas de ar.